# Les Simpson (bande dessinée)
Des adaptations en bande dessinée des Simpson sont publiées aux États-Unis depuis 1991. Depuis 1993, elles paraissent toutes dans des comic books et magazines édités par Bongo Comics, maison d'édition fondée par Matt Groening. Le titre le plus ancien est Simpsons Comics, publié sans interruption depuis novembre 1993. Traduites en français dès 1995, ces bandes dessinées sont publiées en France par Jungle depuis 2008, dont l'album Sur la route !, 22e album de la série, sorti le 21 août 2013 et qui contient deux histoires (Le Cirque de la famille Simpson et Lisa au milieu),.

## Liste des titres
- Simpsons Illustrated (1991-1993)
- Simpsons Comics and Stories (one-shot, 1993)
- Simpsons Comics (1993-2018)
- Bartman (1993-1995)
- Itchy & Scratchy Comics (1993-1994)
- Radioactive Man (1994-2004)
- Krusty Comics (1995)
- Lisa Comics (one-shot, 1995)
- The Simpson's Treehouse of Horror (1995-2017)
- Bart Simpson (2000-2016)
- Simpsons Summer Special (one-shot, 2001)
- The Simpsons Futurama Crossover Crisis (2002-2005)
- Simpsons Super Spectacular (2006-2013)
- The Simpsons Winter Wingding (2006-2015)
- The Simpsons Summer Shindig (2007-2015)
- Simpsons Treasure Trove (2007-)
- Comic Book Guy: The Comic Book (2010)
- Simpsons Illustrated (2012-2017)
- One-Shot Wonders (2012-2018)

## Prix et récompenses
- 1994 : Prix Eisner de la meilleure histoire courte pour « The Amazing Colossal Homer » dans Simpson Comics n°1
- 2000 : Prix Eisner du meilleur titre jeune public pour Simpson Comics et de la meilleure publication humoristique pour Bart Simpson's Treehouse of Horror
- 2002 : Prix Eisner de la meilleure publication humoristique pour Radioactive Man
- 2009 : Prix Eisner de la meilleure histoire courte pour « Murder He Wrote » dans The Simpsons' Treehouse of Horror n°14